# Эрик Эдвардс
Роб Эверетт (англ. Rob Everett, р. 30 ноября 1945 года), более известный под своим сценическим псевдонимом Эрик Эдвардс (англ. Eric Edwards) — бывший американский порноактёр, член залов славы AVN и XRCO.

## Биография
Благодаря карьере длиной в четыре десятилетия (1960–1990) Эдвардс стал, пожалуй, самым узнаваемым лицом в порнографической киноиндустрии 1970-х и 1980-х годов. После учебы в Американской академии драматического искусства он начал сниматься в немых чёрно-белых «петлях» в 1969 году. Он работал с Линдой Лавлейс над знаменитым фильмом Dog Fucker 1971 года, а затем снялся в нескольких фильмах с рейтингом «Х» 1970-х годов, таких как «Дебби покоряет Даллас», Maraschino Cherry и Teenage Twins. В 1980-х и 1990-х годах он получил несколько наград как актёр, а затем начал карьеру режиссёра. Является членом залов славы AVN и XRCO, «легендой эротики» и входит в «аллею славы Хастлер».
Снимался под псевдонимами Eric Cobardes, Erik Edwards, Rob Emmett, Rob Everett, Rob Evert и Eric Roberts. В 1980-х годах женился на порноактрисе Рени Саммерс (Renee Summers), с которой у них есть общие дети.

## Награды
- 1983 CAFA — лучший актёр — Sexcapades[2]
- 1984 XRCO — лучший актёр — Great Sexpectations[2][3]
- 1984 XRCO — исполнитель года[4]
- 1985 AVN — лучший актёр — фильм — X Factor[5]
- 1985 CAFA — лучший актёр — los Corporate Assets[2]
- 1986 AVN — лучший актёр — видео — Dangerous Stuff[5]
- 1986 AVN — лучшая парная сцена — видео — Slumber Party[5]
- 1986 XRCO — лучший актёр второго плана — Lust on the Orient Express[2]
- 1989 XRCO — лучший актёр второго плана — Bodies in Heat 2[2]
- 1990 AVN — лучшая парная сцена — фильм — Firestorm 3[5]
- 1991 AVN — лучший актёр — видео — The Last X-rated Movie[5]
- Зал славы AVN[6]
- Зал славы XRCO[7]
- Аллея славы Hustler[8]
- Легенда Erotica[9]

## Избранная фильмография

### Актёр
- The Clamdigger's Daughter (1974)
- The Private Afternoons of Pamela Mann (1974)
- Laura's Toys (1975)
- Abigail Lesley Is Back in Town (1975)
- The Pussycat Ranch (1978)
- Debbie Does Dallas (1978)
- Neon Nights (1981)
- Charli (1982)
- Sexcapades (1983)
- X Factor (1984)
- Slumber Party (1984)
- Great Sexpectations (1984)
- Dangerous Stuff (1985)
- Tickled Pink (1986)
- Corporate Assets (1987)
- Doll Face (1988)
- Talk Dirty to Me, Part 7 (1989)
- The Last X-rated Movie (1990)
- Sweet Angel Ass (1990)
- Twin Peeks (1991)
- Bedrooms and Boardrooms (1992)

### Режиссёр
- In All the Right Places (1986)
- The Visualizer (1992)
- Talk Dirty to Me 9 (1992)
- Sexual Instinct (1992)
- A Pussy Called Wanda (1992)
- A Pussy Called Wanda 2 (1992)
- Dripping with Desire (1992)
- Midnight Madness (1993)
- Sexual Instinct 2 (1994)